# Glaucidium castaneum
El mochuelo castaño (Glaucidium castaneum) es una subespecie del mochuelo de El Cabo (Glaucidium capense). Anteriormente se consideraba una especie separada.

## Distribución geográfica
Esta especie se encuentra en el sur de Camerún, sur de República Centroafricana, norte de la República Democrática del Congo, República del Congo, Costa de Marfil, Liberia, y sudoeste de Uganda.